# Церква Покрови Пресвятої Богородиці (Залізці)
Церква Покрови Пресвятої Богородиці (колишній костел Святого Лаврентія ордену августинців) — сакральна споруда в селищі міського типу Залізці Зборівського району Тернопільської області. Занесена до Реєстру пам'яток архітектури національного значення з охоронним номером 1589/1 (ID 61-226-0005). Дзвіниця занесена до Реєстру з охоронним номером 1589/2 (ID 61-226-0006).

## Історія
У XVII ст. за згоди Великого князя Руського, короля Владислава IV Вази до Руського воєводства прибули ченці августинці. Історія монастиря в Залізцях Нових розпочалась 1639, коли з дозволу єпископа луцького Андрія Гембицького пробощ о. Флоріан Ґранський на передмісті посвятив наріжний камінь костелу. Його будівництво на кошти Яреми Вишневецького тривало до 1645, коли на початку року неповнолітні князі Дмитро і Костянтин Вишневецькі мали б дати згоду на закладення при костелі монастиря августинців. Їхній опікун князь Ярема 25 квітня 1645 надав ченцям фундуш з коштів, матеріалів, дозволів на використання лісів, млинів тощо маєтностей Залізців. Приблизно в цей період був закладений монастир августинців у Львові при костелі Святої Анни (1643).
У монастирі мали перебувати щонайменше 4 августинці-каноніки. У їхні обов'язки входило відправляти щотижнево два богослужіння за успіх і щастя дому Вишневецьких і Яреми Вишневецького, два богослужіння за померлих членів родів Вишневецьких і Збаразьких. Він попросив дозволу августинцям зайняти порожній костел і провадити богослужіння у єпископа Андрія Гембицького, який 19 квітня 1646 дав згоду з умовою, що їхня діяльність не заважатиме парафіяльним священикам. Зокрема, їм було заборонено проводити сповіді на Великдень. Ченців урочисто впровадили до костелу влітку 1646.
Залізці були захоплені 1648 козаками Максима Кривоноса, 1675 татарами, 1700-х роках шведське і московські війська.
Монастир відновлювали після усіх пошкоджень, але при візитації провінціала о. Епіфана Ґенсєровського 1720 було відзначено загрозливий стан даху, на ремонт якого надали 100 флоринів. Костел був ґрунтовно відновлений з фундації великого гетьмана коронного Юзефа Потоцького. У костелі встановили 4 вівтарі фундації луцького каноніка-схоласта, пробоща о. Войцеха Темеза. Візитація 1741 подавала дані про консекрацію костелу луцьким єпископом Франциском Кобельський. Станіслав Потоцький на виконання заповіту батька Юзефа Потоцького надав кошти на утримання при монастиреві 12 августинців. Після поділів Речі Посполитої Залізці відійшли до імперії Габсбургів. Внаслідок релігійних реформ Йозефа II 14 квітня 1787 був закритий монастир, де перебувало 7 священиків, 4 клірики, 4 брати. Ченці покинули монастир 1790 і його майно продали з аукціону за 33.795 флоринів (без вартості фільварку, ґрунтів). Храм за 2.789 флоринів купила УГКЦ для облаштування церкви. Після 1801 монастир з двох корпусів передали прибулим з Бродів сестрам Милосердя (шариткам) під шпиталь.

## Костел

Дзвіниця і Марійна колона. 1929

Будівля костелу складається з чотирьохпряслової нави і дещо вужчого і майже рівного за довжиною двопряслового пресбітерія з тригранною апсидою, причому вісь пресбітерія відхилена на південь відносно осі нави. З півдня прибудовано прямокутне захристя. Зовні стіни позбавлені декору і лише під дахом ледь виступає профільований карниз. По сторонах нави над двома пряслами обабіч барабану куполу з сліпим ліхтарем встановлено низькі трикутні фронтони, що мають підкреслити фальшивий трансепт. Костел перекритий двосхилим бляшаним дахом. В інтер'єрі стіни нави розчленовані півколонами композитного ордеру, на яких опираються спливи склепіння. Наву перекриває півциркульне склепіння з люнетами. Музичні хори опираються на дві колони. У ХІХ ст. інтер'єр був перемальований для потреб церкви. У церкві встановлено три вівтарі XVIII ст. — великий у апсиді і два малих бічних. У пресбітерії встановлено низький іконостас.
Зовні церкви у дворі стоїть мурована дзвіниця, що декорована лізенами, карнизом, фігурним фронтоном, рокайлевими вазонами. Обабіч на колоні встановлено експресивну скульптуру Матері Божої Непорочної на високому постаменті.
Церква була включена 1979 року до списку пам'яток містобудування і архітектури УРСР.